# 岩石

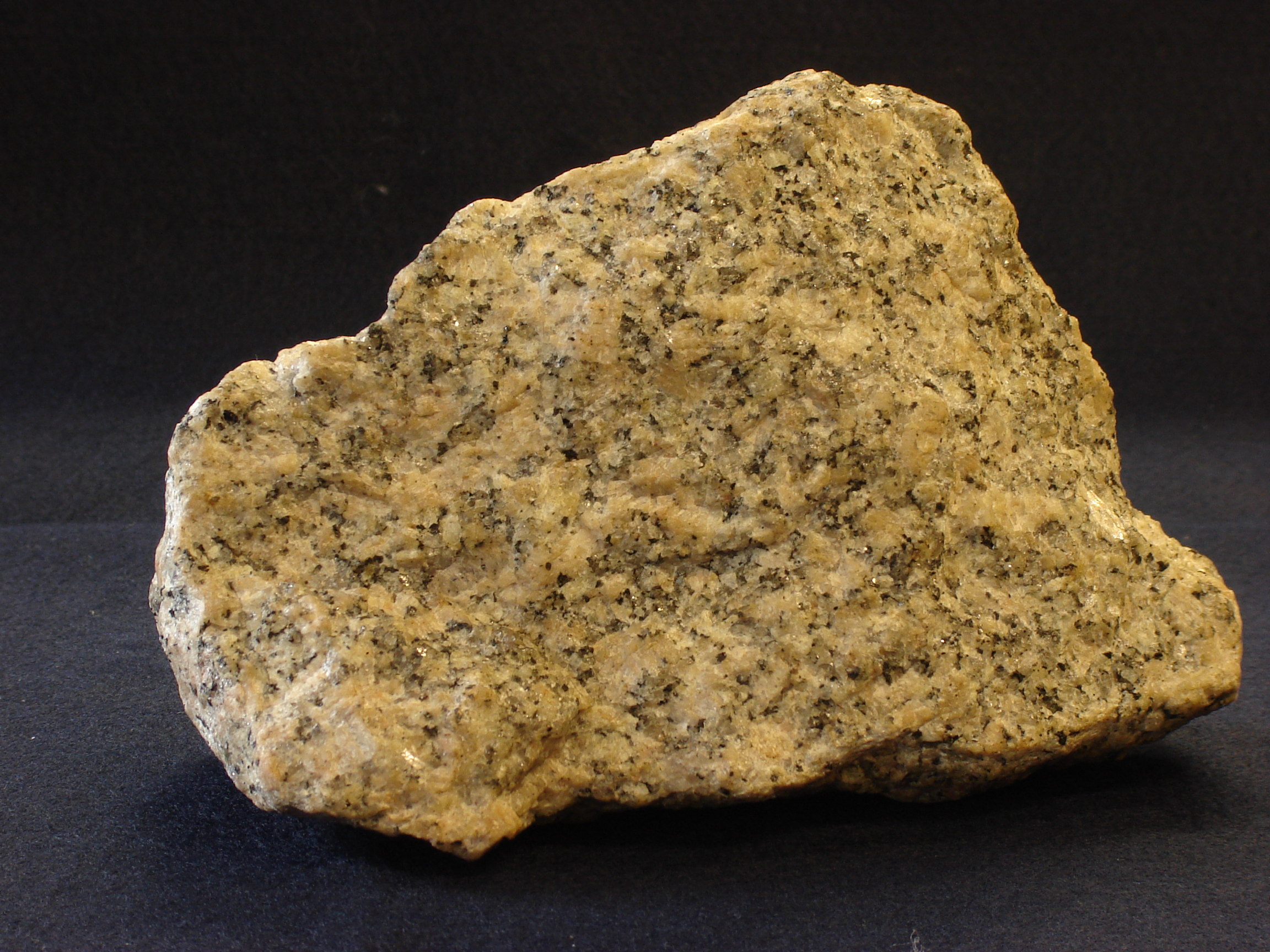
岩石の一種（花崗岩）

岩石（がんせき）とは、世間一般には、岩や石のこと。石の巨大なもの、特に無加工で表面がごつごつしたものを岩（いわ）と呼び、巌、磐とも書く。

## 概要
学術的には、自然的原因による起源をもつ、数種あるいは一種類の鉱物や準鉱物（火山ガラスなど）の集合体を指す。
例えば、花崗岩は、石英、長石、雲母、角閃石など、様々な鉱物の集まりから成る。露頭での見かけ（産状）上は、層状である岩石（成層岩・層状岩）を地層と呼ぶのに対し、貫入している（貫入岩）か塊状のもの（塊状岩）を岩石として区別する。
岩石は地球表層の地殻と上部マントルの一部をはじめ、他の地球型惑星や小惑星、衛星を構成する主要な物質である。
地殻の岩石は成因的に、マグマ（岩漿）が冷え固まること（火成作用）でできる火成岩、岩石の砕屑物、生物の遺骸、化学的沈殿物などが堆積または沈積（堆積作用）し、固結（続成作用）してできる堆積岩、既存の岩石が高い温度と圧力を受けて固体のまま組成や構造が変化（変成作用）してできる変成岩の3つに大きく分類することができる。
さらに、共に地球の内部でできた岩石である火成岩と変成岩をまとめて内成岩、地表（地球の外部）でできた岩石である堆積岩を外成岩として大別する方法もある。

## 岩石と鉱物の関係
岩石と鉱物を総称して、あるいは岩石と鉱石の俗称として、「石」と呼ぶことがあるが、それらは学術的には区別されるべきものである。化学的には、鉱物は化学組成の均質な純物質であり、岩石はその混合物である。岩石と鉱物は共に地球の固体部分を構成する要素であるが、鉱物がその最小単位として知られている。岩石をつくる主な鉱物を造岩鉱物という。岩石と鉱物の関係を喩えて、趣味で岩石学を嗜んだ賀川豊彦は、「岩石学は鉱物学の社会学のようなものだ」と述べたことがある。一般に、鉱物は三次元的に規則正しい原子配列（結晶構造）を持ち、組成的に均質であるため一定の化学式で表すことができる。これに対して岩石は、種々の鉱物や、天然ガラスなどの集合体である。鉱物や岩石のうち、有用な成分を含むもので、鉱業的に利益を生み出せるものを鉱石という。
学術的には、岩石は「○○岩」と命名され、鉱物は「○○石」や「○○鉱」という名称を付けられるのが一般的であるが、黒曜石、大理石、御影石など、「○○石」が岩石の通称となっている例も少なくない。

## 岩石の種類
岩石は、その成因により以下の3種類に大別されることが多い。これは、1862年に Bernhard von Cotta が火成岩、水成岩、変成岩に大別した類型が元になっている。また、T. Crook は、火成岩と変成岩を一括して内成岩と呼び、堆積岩を外成岩とした。

### 火成岩
| 代表的な火成岩                                                       | 代表的な火成岩                                                             |
| -------------------------------------------------------------------- | -------------------------------------------------------------------------- |
| - 安山岩 - 花崗岩 - 花崗閃緑岩 - 軽石 - かんらん岩 - 玄武岩 - 閃緑岩 | - デイサイト - ドレライト - 斑岩 - 斑れい岩 - ペグマタイト - 熔岩 - 流紋岩 |
| Category:火成岩                                                      |                                                                            |

地下で岩石が溶融した状態とされるマグマ（岩漿）が、地表へと上昇する間に冷却され、固結して形成される。マグマが地表や地表近くで急激に冷やされて固化して形成される火成岩は火山岩と呼ばれ、マグマが地表や水中に噴出し流出した熔岩が固化したものもその一つといえる。火山岩に対して、地下深くでマグマがゆっくりと冷え固まって形成される火成岩は深成岩と呼ばれる。火山岩は急速に冷やされるため、結晶が十分に発達せず、石基と呼ばれる細粒の結晶やガラスから成る部分と、斑晶と呼ばれるやや大きな結晶から成ること（斑状組織）が多い。一方、深成岩は長い時間をかけて冷やされていくため、結晶が充分に成長し、大きさの似通った粗粒の結晶が集まった組織をなしている（等粒状組織）。必ずしも火山起源の岩石すべてが火山岩に属するわけではないし、深成岩に属する岩石すべてが地下深部で形成されるわけでもないため、記載岩石学の実際的には、両者は火成岩の組織の違いによって分類されるのが普通である。火山岩と深成岩の中間的な条件で冷やされて形成される火成岩を半深成岩として分ける場合もあるが、現在ではあまり使われない。

### 堆積岩
| 代表的な堆積岩                                           | 代表的な堆積岩                                           |
| -------------------------------------------------------- | -------------------------------------------------------- |
| - 岩塩 - 凝灰岩 - 苦灰岩 - 珪藻土 - 頁岩 - 砂岩 - 蒸発岩 | - 石炭 - 石灰岩 - 石膏 - チャート - 泥岩 - 粘板岩 - 礫岩 |
| Category:堆積岩                                          |                                                          |

既成の岩石が風化・侵食を受けてできた砕屑物が水や風や氷河により運搬され、水底や陸上に堆積したものが続成作用により固結して形成される。砕屑物の堆積により形成された砕屑性堆積岩（砕屑岩）、生物の遺骸の堆積により形成された生物的堆積岩（生物岩）、水中に溶解していた化学物質の沈殿や析出により形成された化学的堆積岩（化学岩）の3種がある。砕屑岩は固結したものの種類によって、礫が固結した礫岩、砂が固結した砂岩、泥が固結した泥岩などに分けられる。火山砕屑物（火山灰など）が固結したものは凝灰岩と呼ばれる。

### 変成岩
| 代表的な変成岩                                               | 代表的な変成岩                                                   |
| ------------------------------------------------------------ | ---------------------------------------------------------------- |
| - エクロジャイト - 角閃岩 - 結晶質石灰岩 - 結晶片岩 - 蛇紋岩 | - 千枚岩 - 片麻岩 - ホルンフェルス - マイロナイト - ミグマタイト |
| Category:変成岩                                              |                                                                  |

既に形成された岩石（原岩）が最初にできたときとは異なる条件（高温・高圧など）下で、変成作用を受けて鉱物組成や組織（内部構造）が変化して形成される。火山の火道などでマグマに接触し変化した接触変成岩、マグマからやや離れたところで変化したり、プレートテクトニクスによってプレートが潜り込む地点付近で圧力によって変化した広域変成岩、断層運動などで変化した動力変成岩などが存在する。この他に、かんらん岩が熱水により変質作用を受けて出来た蛇紋岩もある。
以上の3大類型に分類された岩石は、より詳しい成因、あるいは化学組成や構造などにより、さらに細かく区分される。しかしながら、生物や鉱物の分類とは異なり、岩石の特徴は連続的に変化しているため、その分類上の境界は人為的なものに過ぎない。通例、岩石は複雑な過程を通じて生成されるため、その成因について、どの作用を最も重視するかにより、成因的分類は移ろう場合がある。たとえば、海洋性玄武岩が変成してできる緑色岩を例にとると、もとはマグマ起源の物質から生まれたので火成岩といえるが、海底に堆積した点では堆積岩といえなくもないし、変成作用を受けて緑色の変成鉱物を含んでからは変成岩ともいえる。つまり、岩石の生成史において、着目すべき点が変われば、成因による分類上の所属も変わるということである。また、分類体系とは関係なく、実際の野外調査においては、研究者ごとに異なる「野外名」 (field name) が付けられることも多く、たとえ同種の岩石であったとしても、岩石の特徴の識別・記載が行われた時期や地域が違うと、別の岩石名が用いられる例もある。そのため、記載された地域や時期に隔たりのある岩石同士の対比・比較が容易でなかったり、同一の岩石に複数の名称と定義づけが為されていて混乱を招いたりといった問題も生じている。これを解消するため、国際地質科学連合 (IUGS) により、まずは深成岩、のちに火成岩に関して、岩石の客観的定義と名称を定めた統一的な分類体系（QAPF図はその産物）がまとめられているが、完全には定着していない。

## 岩石の組成
岩石の組成は次の表し方がある。成分と粒径によって分けられる。成分によると、珪酸塩岩（SiO32−を含む）と炭酸塩岩（CO32−を含む）に大別できる。一般に堆積岩と変成岩は火成岩よりも組成の範囲が広い。
粒径別
- 礫質 - 粒径が大きいとき。ケイ素 (Si) に富む。
- 砂質 - 粒径がやや大きいとき。ケイ素 (Si) に富む。
- 泥質 - 粒径が小さいとき。アルミニウム (Al) に富む。

成分別
- 珪質 - ケイ素 (Si) に富む。
- 珪長質（フェルシック） - 珪酸と長石の頭文字より。ケイ素 (Si) とアルミニウム (Al) に富む。
- 苦鉄質（マフィック） - 苦土の頭文字より。マグネシウム (Mg) と鉄 (Fe) に富む。
- 石灰質 - 炭酸塩岩の場合。炭素 (C) とカルシウム (Ca) に富む。

色指数（岩石中に含まれる有色鉱物の割合）別
- 珪長質岩（フェルシック岩）
- 中間質岩
- 苦鉄質岩（マフィック岩）
- 超苦鉄質岩（超マフィック岩）

化学組成（岩石中に含まれるSiO2重量%）別
- 酸性岩
- 中性岩
- 塩基性岩
- 超塩基性岩

アルカリ元素の量比別
- アルカリ岩 - カリウム (K) やナトリウム (Na) に富む。

## 岩石の循環と相関
岩石は基本的にはまず、マグマが冷え固まって結晶化することで生まれる。急速に冷え固まったものが火山岩、ゆっくりと冷え固まったものが深成岩であるが、いずれにせよ岩石の起源の大本は火成岩である。こうしてできた既存の岩石はやがて地表で浸食、風化して水や風の影響によって堆積し、堆積物となる。こうした堆積物が圧力を受けたり炭酸カルシウムなどの物質の影響によって化学的に変化し、再び固まったものが堆積岩である。こうしてできた火成岩や堆積岩が、熱や圧力などといった変成作用を受けて変質したものが変成岩である。なお、より強い高熱にさらされ、完全に溶融した場合、冷えれば火成岩となる。このように、長い時間の間に岩石やそれを構成する物質は互いに移り変わると考えられる。

## 岩石の存在場所
岩石は地球を構成する主要な物質のうちの一つである。地球表層部に存在する岩石は、鉄やニッケルなどに比べて比重が小さいために上部マントルや地殻などに偏在し、この二層を主に構成していると考えられている。岩石の中でも、より密度の高い橄欖岩や輝石岩は他の岩石より深部へと沈み込むことが多く、上部マントルはこうした岩石が主となって構成されている。これに対し、地殻はより比重の小さい岩石が主となっている。中でも海洋底は玄武岩や斑糲岩の比率が高く、大陸は岩石でも最も比重の小さい花崗岩などの比率が高い。また、マグマが形成されるのは主に上部マントルであり、地表へと上昇する過程で上部マントルにある橄欖岩などを取り込んで昇ってくることがある。こうして取り込まれて地上へと噴出した岩石は捕獲岩（ゼノリス）と呼ばれ、地底深くの状況を知る貴重な資料となっている。地殻の岩石の大部分は火成岩と変成岩からなっているが、地表部分においては8割から9割を堆積岩が占めている。これは堆積作用が地表近くで起きており、堆積岩が地表付近に浅く広く分布しているためである。
岩石を主要構成物とする惑星は地球だけではなく、水星・金星・火星といった太陽系内側の諸惑星はすべて岩石を主体とする惑星である。このため、膨大なガスを特徴とする木星型惑星と対比し、岩石主体の惑星は地球型惑星と総称される。なお、岩石は地球型惑星付近のみならず、太陽系全体にあまねく分布する。木星型惑星も中心核には多量の岩石が含まれている。月や小惑星は主に岩石からなっており、太陽系外縁天体なども氷と岩石からできていると考えられる（月の石も参照）。更に、太陽系以外の恒星系にも岩石主体と考えられる惑星が数多く発見されている（詳細は地球型惑星 § 系外地球型惑星を参照）。

## 最古の岩石
地球最古の岩石は、カナダ北西部で発見された約40億年前のものとみられてきたが、カナダの東部で42億8,000万年前のものが発見された。地球が誕生したのは約46億年前とされるが、発見された岩石は冷えて形成されたばかりの地殻の可能性があり、地殻が形成された時期に関する学説にも影響する発見とされる。
日本列島最古の岩石は岐阜県の飛騨山脈にあるオルドビス紀（4.9億 - 4.4億年前）の地層のものとされてきたが、カンブリア紀（5.4億 - 4.9億年前）に属する約5億610万年前に形成された火成岩「日立変成岩」が茨城県日立市北部の山地で発見された。

## 岩石の利用

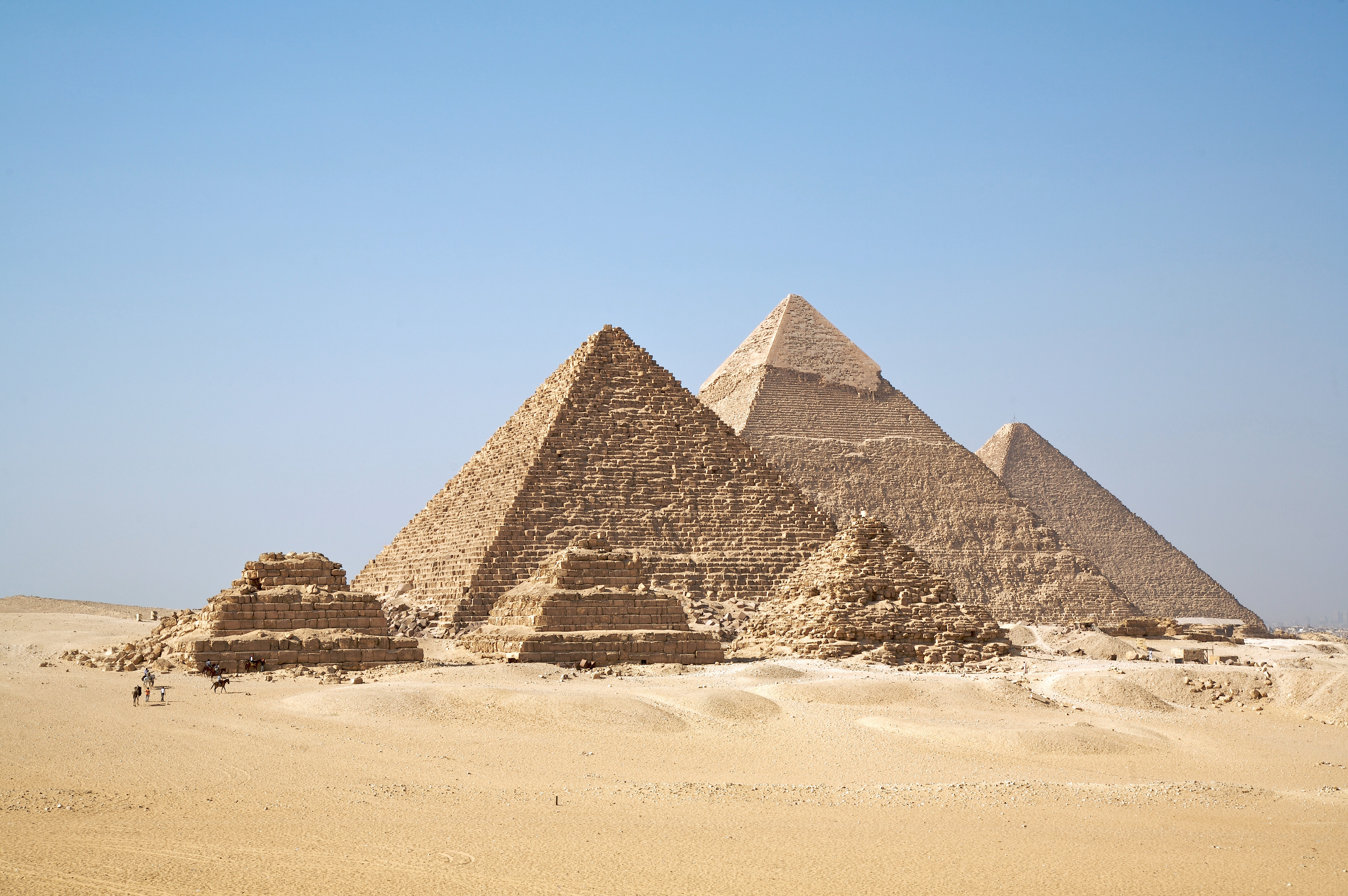
ギザの三大ピラミッド

鉱石だけでなく、岩石そのものも資源としてよく利用される有用なものである。
建材
最も岩石の資源利用として多いものは建材、いわゆる石材としての利用であり、御影石などに代表される花崗岩、大谷石に代表される凝灰岩、大理石に代表される石灰岩や結晶質石灰岩など多くの種類が使用される。岩石は木材と並び建築材料としては最も古いものの一つであり、さらに木材に比べ圧倒的に耐久性に優れるため、巨大建造物の建造が可能であり、またそれを建造した文明が滅亡したのちも岩石で作られた建造物の多くは残存した。エジプトのピラミッドやアテネのパルテノン神殿、マヤやアステカの遺跡群、カンボジアのアンコール・ワット、インカ帝国のマチュピチュなど、石材のみで建設された巨大遺跡は枚挙にいとまがない。こうした石材に石を加工する石工は非常に古い職業であり、世界中に存在した。日本においても穴太衆をはじめ、各地に高い技能を持った石工の集団が存在していた。粘板岩（スレート）は屋根を葺く材料として広く使用されていた。建物本体だけでなく、巨岩などを庭に置く庭石は日本庭園においてはなくてはならないものであり、また建物の基礎となる石垣も石材利用としては一般的なものである。このほか、墓石や硯などなど多くの美術・工芸品の原料ともなっている。そのまま使用するだけでなく、石を砕いた砕石も重要な建築材料である。
道具
人類の最初期の道具も石から作られたものであり、青銅器が発明されるまでの間は石器こそが人類の使用できるもっとも堅い道具だった。石は世界中にあまねく分布しているうえ加工にも手間がかからないため、世界中のすべての文明は石器時代には到達していた。新大陸のアステカ・マヤ・インカといった諸文明は青銅器を発明していないか工芸品としての利用にとどまっていたため、16世紀にスペインと接触するまで石器が文明の中心となっていた。ちなみに、人間以外の動物が使う道具としても石は広く使われる。エジプトハゲワシは石を銜えてそれを叩き付けて卵を割る。また、ラッコが個体ごとに石を所持し、主食である貝を石に叩きつけて貝殻を割り、中の肉を食べることも広く知られている。
武器
武器としては単なる石はきわめて広範に利用される。石器には矢尻や石斧、石槍などの例がある。現在でも特別な武器を持たぬものにとって投石はきわめてよく利用される攻撃方法である。単に手で投げるだけでなく、より効果的に投げるための装置が投石機である。
調理用具
調理のために岩石が使われる例もある。加熱した岩石を熱源にする調理法は石焼きと呼ばれ、石焼き芋のように小石を熱するもの、石板を利用するもの、石製の容器を使用するものなどがあり、広く利用される調理法のひとつである。特に南太平洋の島嶼世界では土器の制作が衰退したため、代わって加熱した石による石蒸し焼きが発達して近代に至るまで調理法の基本となっていた。

## 文化

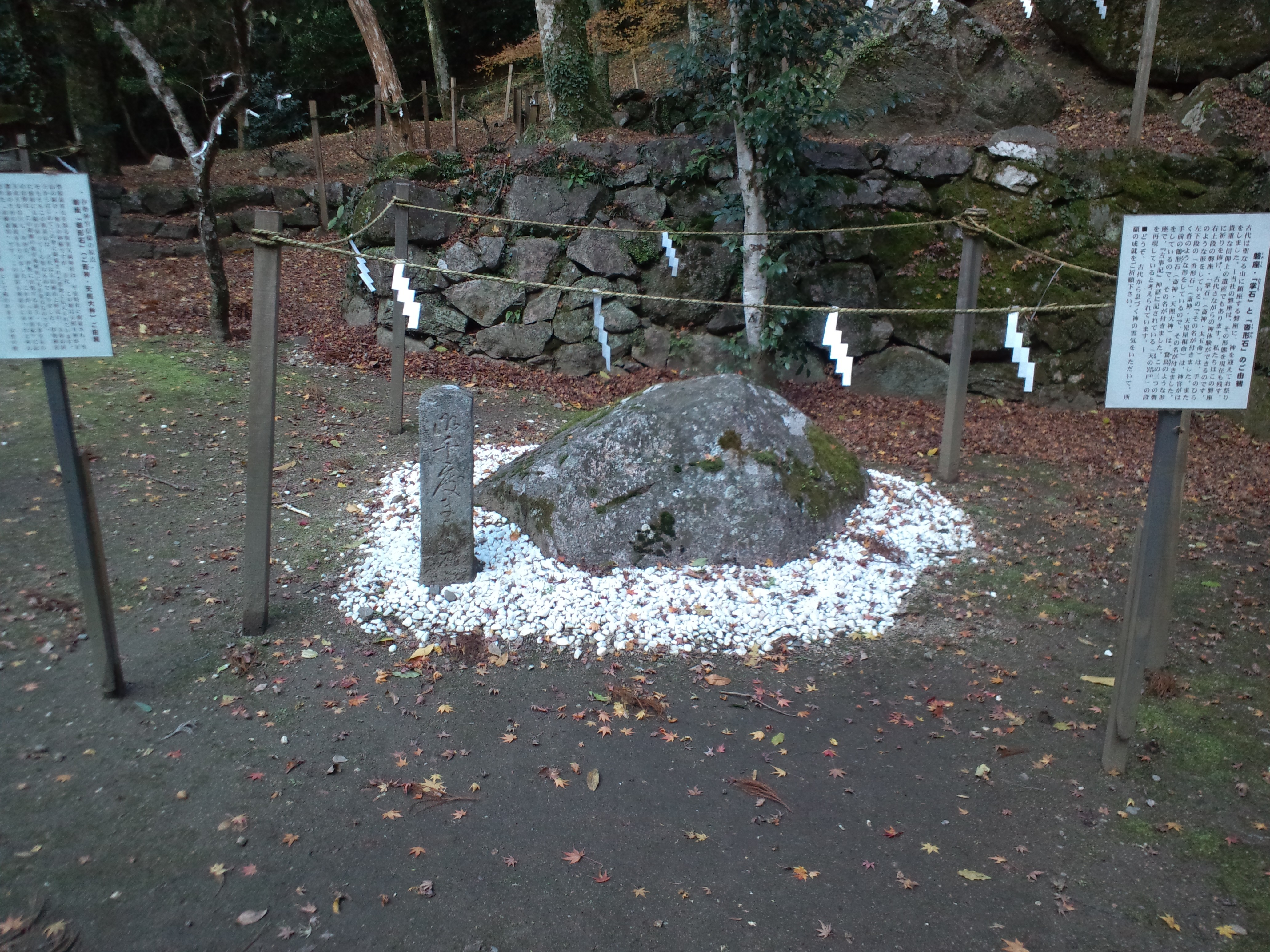
磐座（奈良県桜井市・與喜天満神社）

巨大な岩石をそのままあがめる巨石信仰は、自然崇拝としてはありふれたものの一つであり、世界各地にその信仰またはその痕跡が残っている。日本においては岩石信仰は磐座としてそのまま古神道にとりこまれ、現代でも岩石を神体とする神社は日本各地に存在し、神道の一部となっている。ただし神道において崇敬の対象となる岩石は巨岩だけではなく、鹿島神宮の要石のように神秘的なものであればなんでも神体となりうる。また時代が下るにつれこうした奇岩は神そのものではなく、神の降りてくる依代とみなされるようになっていった。
自然石をそのまま崇めるのみならず、人類が定住生活を開始し社会が複雑化し始めると、目的をもって石を配置する配石や列石が行われるようになり、やがて天然の巨岩あるいは簡易な加工を行った岩石を利用した巨石記念物が築かれるようになった。こうした巨石記念物の存在が最も知られているのは西ヨーロッパの大西洋沿岸地域であり、およそ紀元前4700年ごろから紀元前2800年ごろにかけて多数の記念物が建造された。その種類もカルナック列石に代表されるメンヒル（単一の直立石）やニューグレンジに代表される羨道墳、支石墓、ストーンヘンジに代表されるストーンサークル（環状列石）など多岐にわたっている。これらの巨石記念物の建造目的は、儀礼や祭祀に関わる可能性が指摘されているものの、多くは明らかになっていない。また巨石記念物の建造は西ヨーロッパに関わらず世界全域に広く見られ、日本においても秋田県の大湯環状列石に代表されるストーンサークルは各地にみられる。
石は彫刻材料として多用され、石像は世界各地に存在する。大規模なものとなると、岩山を開鑿して人工的な石窟を作り修行を行うことや、岩山そのものを掘り下げて磨崖仏や石像、一つの建造物を彫り出すことまで行われた。こうした遺跡は現代でも残存するものも多く、エジプトのスフィンクスやアブ・シンベル神殿、ヨルダンのペトラ遺跡などは大観光地となっている。巨石像も各地に存在し、イースター島のモアイなどは広く知られている。特殊なものとしては、ミクロネシアのヤップ島では遠方より切り出してきた巨石の中心部に穴を開けて円形に加工し、貨幣価値を持たせて石貨として儀礼的な贈答品に使用していた。
上記の建築物以外にも、天然の奇岩や巨岩はそれそのものが一つの観光資源となっている。しかしこうした巨岩は上述のように地元の人々の聖地となっている場合も多く、オーストラリアのエアーズロックのように信仰との兼ね合いで入山禁止が決定されたところも存在する。

## 採石法の「岩石」
採石法（2条）に定義されている「岩石」は以下のとおりである。すなわち、花こう岩、せん緑岩、はんれい岩、かんらん岩、はん岩、ひん岩、輝緑岩、粗面岩、安山岩、玄武岩、れき岩、砂岩、けつ岩、粘板岩、凝灰岩、片麻岩、じゃ紋岩、結晶片岩、ベントナイト、酸性白土、けいそう土、陶石、雲母およびひる石である。

## 特徴のある岩石
音が出る岩石
- リンギング・ロックス（英語版）
  - 讃岐岩(サヌカイト) ‐ 叩くとカンカンと金属音を出すことからカンカン石とも呼ばれる[81]。
  - 最御崎寺の鐘石 ‐ 空海七不思議のひとつで、小石で叩くと「カーン」「キーン」と金属音を出す[82]。
- 鼓岩 ‐ 千光寺山にあり、小石で叩くとポンポンと鼓で打ったような音がなり、俗称でポンポン岩と呼ばれる[83]。